# 菩提寺西
菩提寺西（ぼたいじにし）は、滋賀県湖南市にある地名。現行行政地名は菩提寺西一丁目から菩提寺西七丁目。

## 地理
湖南市の北西部に位置し、東に菩提寺東、他は菩提寺と接している。

## 歴史
- 2013年（平成25年）11月5日 - 菩提寺、菩提寺新町、菩提寺北山の各一部を分離し、菩提寺西一丁目から菩提寺西七丁目を設置[1]。

## 世帯数と人口
2020年（令和2年）10月1日現在（国勢調査）の世帯数と人口（国勢調査調べ）は以下の通りである。
| 丁目           | 世帯数  | 人口    |
| -------------- | ------- | ------- |
| 菩提寺西一丁目 | 144世帯 | 350人   |
| 菩提寺西二丁目 | 201世帯 | 510人   |
| 菩提寺西三丁目 | 133世帯 | 308人   |
| 菩提寺西四丁目 | 163世帯 | 419人   |
| 菩提寺西五丁目 | 90世帯  | 229人   |
| 菩提寺西六丁目 | 102世帯 | 258人   |
| 菩提寺西七丁目 | 120世帯 | 268人   |
| 計             | 953世帯 | 2,342人 |

### 人口の変遷
国勢調査による人口の推移。
| 2015年（平成27年） | 2,424人 | [ 6 ] |  |
| 2020年（令和2年）  | 2,342人 | [ 3 ] |  |

### 世帯数の変遷
国勢調査による世帯数の推移。
| 2015年（平成27年） | 913世帯 | [ 6 ] |  |
| 2020年（令和2年）  | 953世帯 | [ 3 ] |  |

## 交通
- 滋賀県道22号竜王石部線

## 施設
- 甲賀警察署 菩提寺駐在所
- 滋賀銀行 菩提寺代理店
- フレンドマート 菩提寺店
- ツルハドラッグ 菩提寺店

## その他

### 日本郵便
- 郵便番号 : 520-3248[4]（集配局：甲西郵便局[7]）。